# Al Simmons
Aloysius Harry Simmons (22 de mayo de 1902 - 26 de mayo de 1956) fue un jugador de béisbol de Estados Unidos que actuó en las Grandes Ligas durante dos décadas. Fue elegido para el Salón de la Fama en 1953.

## Carrera en Grandes Ligas
Simmons conectó 307 jonrones durante su carrera, además de acumular más hits que cualquier otro bateador derecho de la Liga Americana hasta ser superado por Al Kaline. Fue líder de los bateadores en 1930 y 1931 ayudando a los A´s a ganar dos banderines consecutivos. Promedio .300 con 100 impulsadas en sus primeras once temporadas en las Grandes Ligas. Simmons logró llagar a los 2,000 hits en 1,390 juegos que continúa siendo la menor cantidad de partidos empleados por un jugador para alcanzar esta cifra.
La mejor temporada de Simmons fue la de 1930, cuando impulsó 165 carreras y anotó 152 en 138 partidos. Jugó a lo largo de 20 años, desde 1924 hasta 1941, reapareciendo nuevamente en 1943 para jugar hasta 1944, acumuló un average de por vida de .334.
En 1999, “The Sporting News” lo ubicó en el puesto 43 de la lista de los 100 mejores jugadores de béisbol de la historia (100 Greatest Baseball Players) y nominado para el Juego de la Centuria de las Grandes Ligas (Major League Baseball All-Century Team).